# Димитър К. Икономов
Димитър К. Икономов е управител на Варненски окръг (1878 – 1879) по време на руското управление на България.
Роден е около 1854 г. в Жеравна. Няма точни данни за неговите родители, дори презимето му не е уточнено.
През 1869 г. е член на ученическото дружество в Робърт колеж. Завършва Робърт колеж в Цариград през 1872 г. с бакалавърска степен.
След Руско-турската война е назначен в администрацията на град Тулча (в днешна Румъния). На 23 октомври 1878 г. е назначен от Варненския губернатор Павел Баумгартен за секретар на Варненския окръжен съвет. На проведените през декември 1878 година избори за Варненски окръжен съвет е избран за председател на съвета. Като такъв по право влиза в състава на Учредителното събрание в Търново през 1879 г.
Временно е окръжен управител и на Никопол (16 април 1879 – 1880 г.), след което отново е окръжен управител на Варна до 1882 г. 
Краен консерватор и привърженик на Режима на пълномощията. Един от емисарите, чиято задача е била да осигурят победата на Консервативната партия на изборите за II ВНС. Депутат е и във II ВНС, избран от Осман пазар (дн. Омуртаг). 
Окръжен управител на Шумен от 1882 до 1884 г. Застава на крайни русофилски позиции след преврата от 1886 г., за което е интерниран заедно с Тодор Икономов. Изявен привърженик на Консервативната партия. В периода 1889 – 1892 г. е адвокат. През 1894 г. е подпредседател на Шуменския окръжен съд. Умира около 1896 г. в Шумен.
В колежа е временен дописник на сп. „Читалище (1870)“, в. „Македония“ (1871) и в. „Турция“ (1873).